# In Dulci Jubilo / On Horseback
"In Dulci Jubilo"/"On Horseback" is een single met dubbele A-kant en de derde in totaal van de Engelse muzikant Mike Oldfield, uitgebracht in november 1975 door Virgin Records. Het bevat een instrumentale versie van het Duitse traditionele kerstlied "In dulci jubilo" en Oldfields tweede versie van het nummer, na een eerdere opname die als B-kant van zijn vorige single "Don Alfonso" werd uitgebracht. Het nummer "On Horseback" is het laatste en tot nu toe titelloze deel van "Ommadawn (Part Two)" van zijn derde studio album Ommadawn, dat slechts een maand eerder uitkwam. De single is door de British Phonographic Industry gecertificeerd als zilver voor de verkoop van 200.000 exemplaren in het Verenigd Koninkrijk.